# Gau de Westfàlia del Nord
El Gau de Westfàlia del Nord (Gau Westfalen-Nord) va ser una divisió administrativa de l'Alemanya nazi de 1933 a 1945 a l'Estat Lliure de Lippe, a l'Estat Lliure de Schaumburg-Lippe i a la part nord de la província prussiana de Westfàlia. Abans d'això, de 1925 a 1933, era la subdivisió regional del partit nazi en aquesta zona.
El sistema nazi de Gau (en plural Gaue) va ser establert originalment en una conferència del partit, el 22 de maig de 1926, per tal de millorar l'administració de l'estructura del partit. A partir de 1933, després de la presa de poder nazi, els Gaue va reemplaçar cada vegada més als estats alemanys com a subdivisions administratives a Alemanya.
Al capdavant de cada Gau es va situar un Gauleiter, una posició cada vegada més poderosa, especialment després de l'esclat de la Segona Guerra Mundial, amb poca interferència des de dalt. El Gauleiter local sovint ocupava càrrecs governamentals i de partit, i s'encarregava, entre altres coses, de la propaganda i la vigilància i, a partir de setembre de 1944, el Volkssturm i la defensa de la Gau.
El Gau de Westfàlia ja existia des de 1924 sota els Freikorps i més tard amb el líder de les SA Franz Pfeffer von Salomon. Al 1928 s'uní amb la part sud del Gau de Renània del Nord s'anomenà a Gau del Ruhr sota el gautelier Karl Kaufmann i, des de 1929, amb Josef Wagner. Més tard el Gau es dividí en els Gaue de Westfàlia del Nord, Westfàlia del Sud i de Düsseldorf. De 1931 a 1945 la posició de gautelier fou ocupada per Alfred Meyer.

## Gauleiters

### Gau de Westfàlia
- 1925-1926: Franz Pfeffer von Salomon

### Gau del Ruhr
- 1926-1929: Karl Kaufmann
- 1929-1931: Josef Wagner

### Gau de Westfàlia del Nord
- 1931–1945: Alfred Meyer